# 田植踊
田植踊（たうえおどり）は、主に宮城・岩手両県を中心にした東北地方で小正月のころに行われる予祝芸能、田遊びが風流化したものとされる。

## 概要
田遊びのように模擬的に稲作の様子を演じる儀礼とは異なり、田植踊は芸能性が顕著である。村の青年や少年少女によって行われ、弥十郎などと称される音頭取りとともに早乙女が花笠を付けて民家を廻り、弥十郎の口上の後田植え歌に合わせて踊るものが多い。
神社や寺院に奉納してから家々を巡る例もあり、場所によっては田の神や七福神が登場して新年を寿ぐ例もあるなど細部には異同がある。

## 代表的な田植踊
- 宮城県仙台市太白区秋保町に伝わるユネスコ無形文化遺産の民俗芸能、秋保の田植踊。
- 宮城県仙台市青葉区愛子に伝わる宮城県の無形民俗文化財の民俗芸能、愛子の田植踊。
- 宮城県黒川郡富谷市富谷に伝わる宮城県の無形民俗文化財の民俗芸能、富谷田植踊り。
- 岩手県紫波郡紫波町山屋に伝わる重要無形民俗文化財の民俗芸能、山屋の田植踊。
- 岩手県滝沢市大沢に伝わる同市の無形民俗文化財の民俗芸能、大沢田植踊り。
- 山形県東根市小田島に伝わる同市の無形民俗文化財の民俗芸能、小田島田植踊り。
- 福島県二本松市石東町・錦町・北トロミに伝わる重要無形民俗文化財の民俗芸能、石井の七福神と田植踊。
- 福島県双葉郡浪江町津島に伝わる福島県の無形文化財の民俗芸能、津島の田植踊。
- 福島県本宮市稲沢字梅ケ久保に伝わる同市の無形民俗文化財の民俗芸能、稲沢御田植踊り。
- 青森県八戸地方に伝わる重要無形民俗文化財の民俗芸能、八戸のえんぶり。